# Порт-Дофин (станция метро)
«Порт-Дофин» (фр. Porte Dauphine) — конечная станция 2 линии парижского метрополитена.
Открыта 13 декабря 1900 года. Имеет 2 платформы, расположенные с разных сторон разворотной петли, одной из немногих, по-прежнему использующихся для оборота подвижного состава. В пешей доступности от станции располагается станция RER C «Авеню Фош», на которую возможна наземная пересадка.
Пассажиропоток по станции по входу в 2011 году, по данным RATP, составил 2 840 152 человек. В 2013 году этот показатель вырос до 2 890 496 пассажиров (189 место по уровню входного пассажиропотока в Парижском метро)

## Достопримечательности

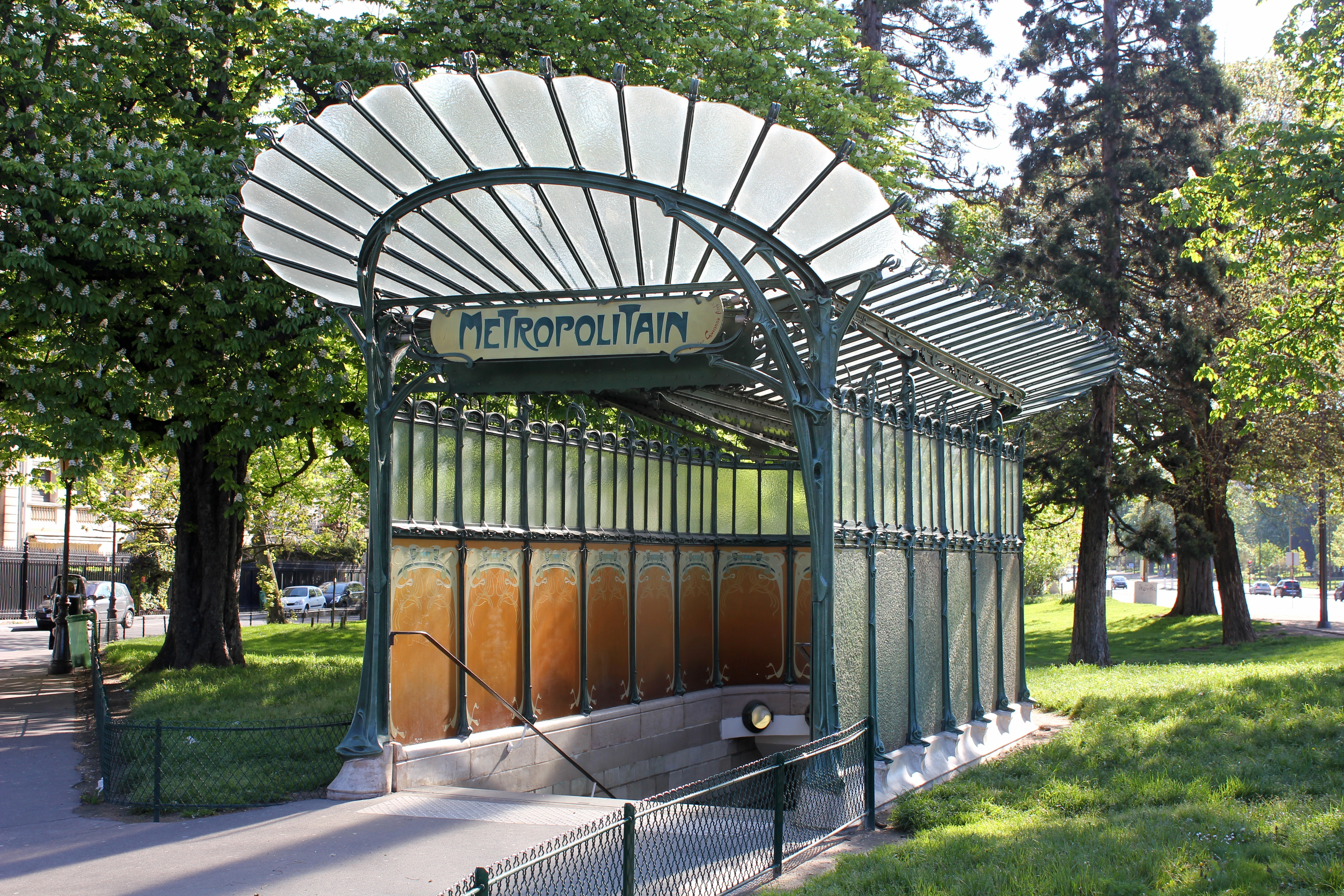
Вестибюль станции

- Вестибюль станции — один из немногих сохранившихся в парижском метро по оригинальному проекту Эктора Гимара.
- Рядом со станцией расположен университет Париж-Дофин.

## Наземный транспорт
- Автобус RATP: PC1